# 오호초등학교
오호초등학교는 대한민국 강원특별자치도 고성군 죽왕면 삼포리에 있는 초등학교다.

## 학교 연혁
- 1924년 4월 1일 오호공립보통학교(4년제 2학급) 개교(설립인가 2월 23일)
- 1938년 4월 1일 오호공립심상소학교로 개칭
- 1941년 4월 1일 오호공립국민학교로 개칭
- 1951년 9월 1일 수복 후 야촌리로 이전 개교
- 1953년 10월 30일 현위치로 이전
- 1981년 3월 5일 병설유치원 개원
- 1996년 3월 1일 오호초등학교로 명칭 변경
- 2024년 1월 3일 제95회 졸업식(졸업생 8명. 총 졸업생 3.186명)
- 2024년 4월 1일 개교 100주년(학교 역사 100년)

## 학교 상징
- 교화 - 영산홍 : 고운 꿈을 가지고 자신의 소질과 능력을 가꾸어 명예로운 사람이 되자.
- 교목 - 소나무 : 굳센 절개와 힘찬 기상으로 바른 생각과 태도를 기르자.

## 참고 자료
- 오호초등학교 - 한국교육학술정보원 학교알리미